# Armagedda (banda)
Armagedda fue una banda de Black metal, formada en 1999 en  Norrland, Suecia. En 2004 la banda se separó.

## Biografía
Armagedda fue una banda creada a principios de 2000, en ese entonces tenía el nombre de Volkemord. Su idea era crear una enfermedad espiritual a través de la música que infectar y destruya las mentes humanas. Alguien hablo con Graav y Phycon sobre esa idea y estuvieron de acuerdo. Una cinta de ensayo se grabó, pero permaneció inédita hasta 2008. La banda entró al estudio a mediados de 2000 para grabar su primer demo Volkemore que fue lanzado en octubre y limitado a 30 copias. A principios de 2001, la banda entró al estudio para grabar su primer álbum de larga duración llamado The Final War Approaching.
En ese momento la banda cambió su nombre a Armagedda (se traduce "Jehová es el infierno") y pronto grabaron un split con bandas de Suecia como Svarthymn, que fue llamado In Blackest Ruin y publicado a través de un sello sueco underground llamado Deathcult Productions. En 2002 lanzaron firmaron con el sello discográfico Breath of Night Records para grabar un vinilo LP. Un nuevo miembro, Mord se unió a la banda. Todo eso duró hasta 2004 cuando Graav y A decidieron separarse y crear algo nuevo, y así nació Lönndom.

## Miembros principales
- Graav – Voces y Guitarra
- A – Guitarra y Bajo

### Session members
- Roger Markström - Batería
- E. Danielsson – Batería
- Winterheart - Batería
- Necromorbus - Batería
- Hor - Batería
- Patrik Högberg -Bajo

## Discografía
- Volkermord (2000), relanzado – Demo
- In Blackest Ruin (2001), Split
- The Final War Approaching (2001), Álbum
- Armagedda / Woods of Infinity (2002), Split
- Black Metal Endsieg III (2002), Split
- Strength Through Torture (2002), EP
- Only True Believers (2003), Álbum
- In Blackest Ruin (2004), EP
- Ond Spiritism: Djæfvulens Skalder (2004), Álbum
- Echoes In Eternity (2007), Compilación
- I Am (2010), EP[4]